# Teatro nazionale croato di Varaždin
Il Teatro nazionale croato di Varaždin (in croato Hrvatsko narodno kazalište u Varaždinu, abbreviato in HNK Varaždin) è un teatro d'opera e prosa situato in Augusta Cesarca 1 a Varaždin.
Altri teatri nazionali croati sono presenti a Fiume, Spalato, Zagabria, Osijek e Zara.